# Hippolyte Mège-Mouriès

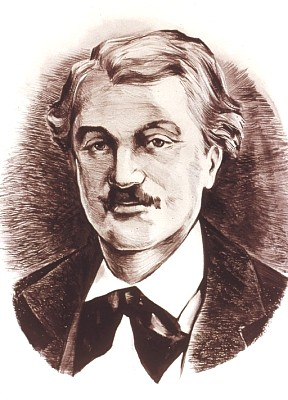
Hippolyte Mège-Mouriès

Hippolyte Mège-Mouriès (ur. 24 października 1817 r. w Draguignan, zm. 31 maja 1880 r. w Paryżu) – francuski chemik i technolog środków spożywczych, specjalista w zakresie żywienia człowieka; wynalazca margaryny (wówczas z łoju wołowego) opracowanej w 1869 r. na konkurs ogłoszony przez cesarza Napoleona III, twórca ulepszonych metod przemiału mąki i metody konserwowania owoców i warzyw.